# Steganacarus similis
Steganacarus similis är en kvalsterart som beskrevs av Rainer Willmann 1939. Steganacarus similis ingår i släktet Steganacarus och familjen Phthiracaridae. Inga underarter finns listade i Catalogue of Life.